# Чортківський цукровий завод
Чортківський цукровий завод — підприємство з виробництва цукру в Заводському. Нині працює.

## Відомості
Будівництво заводу розпочалося 1974 року, а введений в експлуатацію в грудні 1977 року. Вартість будівництва становила 44,9 млн карбованців.
Перший цукор вироблений 8 листопада 1977 року, о 13 годині 45 хвилин.
У травні 2013 року завод придбало ТзОВ «Радехівський цукор».
Юридична адреса: 48523, вул. Івана Франка, 1а, смт Заводське, Чортківський р-н, Тернопільська обл.

## Керівники
- Атаманчук Стефан (1996-?)[4]

- Васін Євген[3]